# Xã Mathews, Quận Kingsbury, Nam Dakota
Xã Mathews (tiếng Anh: Mathews Township) là một xã thuộc quận Kingsbury, tiểu bang Nam Dakota, Hoa Kỳ. Năm 2010, dân số của xã này là 120 người.